# Kathleen Lockhart
Pour les articles homonymes, voir Lockhart.
Kathleen Lockhart est une actrice britannique, née Kathleen Arthur à Southsea (commune de Portsmouth, Angleterre, Royaume-Uni) le 9 août 1894, décédée à Los Angeles (Californie, États-Unis) le 18 février 1978.

## Biographie
Après des débuts au théâtre dans son pays natal, Kathleen Arthur épouse en 1924 l'acteur d'origine canadienne Gene Lockhart (dont elle prendra le nom à la scène) et émigre alors aux États-Unis. Elle débute à Broadway (New York) en 1930, y interprétant au total quatre pièces, la dernière en 1945, toutes aux côtés de son mari.
Au cinéma, à partir de 1933, Kathleen Lockhart apparaît dans trente-huit films américains, dont plusieurs avec son époux. Devenue veuve en 1957, elle se retire définitivement après une ultime prestation à l'écran en 1959. Son avant-dernier film (sorti en 1954) est Romance inachevée, consacré à Glenn Miller, où elle interprète la mère du jazzman — joué par James Stewart —.
De son union avec Gene Lockhart, est née l'actrice June Lockhart (elle-même mère d'Anne Lockhart, également actrice).
Pour sa contribution au cinéma, une étoile lui est dédiée sur le Walk of Fame d'Hollywood Boulevard.

## Filmographie complète
- 1933 : The No Man, court métrage de Roy Mack (*)
- 1936 : Brides are like that de William C. McGann (*)
- 1936 : Times Square Playboy de William C. McGann (*)
- 1936 : Au seuil de la vie (The Devil is a Sissy) de W. S. Van Dyke (*)
- 1936 : Mister Cinderella d'Edward Sedgwick
- 1936 : Career Woman de Lewis Seiler (*)
- 1937 : Hollywood Hollywood (Something to sing about) de Victor Schertzinger (*)
- 1938 : Stocks and Blondes, court métrage de Lloyd French (*)
- 1938 : Men Are Such Fools de Busby Berkeley (*)
- 1938 : Penrod's Double Trouble de Lewis Seiler (*)
- 1938 : Give Me a Sailor d'Elliott Nugent (scènes supprimées au montage)
- 1938 : Amants (Sweethearts) de W. S. Van Dyke (*)
- 1938 : Blondie de Frank R. Strayer (*)
- 1938 : Un conte de Noël (A Christmas Carol) d'Edwin L. Marin (*)
- 1939 : Man of Conquest de George Nichols Jr.
- 1939 : Outside these Walls de Ray McCarey
- 1939 : Our Leading Citizen d'Alfred Santell (*)
- 1939 : What a Life de Theodore Reed
- 1941 : Folie douce (Love Crazy) de Jack Conway
- 1942 : Madame exagère (Are Husbands Necessary?) de Norman Taurog
- 1943 : Mission à Moscou (Mission to Moscow) de Michael Curtiz (*)
- 1943 : The Good Fellows de Jo Graham
- 1943 : L'Ange perdu (Lost Angel) de Roy Rowland
- 1945 : Roughly Speaking de Michael Curtiz
- 1945 : Bewitched d'Arch Oboler
- 1946 : Le Démon de la chair (The Strange Woman) d'Edgar George Ulmer (*)
- 1946 : Révolte à bord (Two Years before the Mast) de John Farrow
- 1947 : Mother Wore Tights de Walter Lang
- 1947 : Le Mur invisible (Gentleman's Agreement) d'Elia Kazan
- 1947 : La Dame du lac (Lady in the Lake) de Robert Montgomery
- 1949 : The Sickle or the Cross de Frank R. Strayer (*)
- 1950 : Le Chevalier de Bacchus (The Big Hangover) de Norman Krasna (*)
- 1951 : L'Épreuve du bonheur (I'd climb the Highest Mountain) d'Henry King (*)
- 1952 : Capitaine sans loi (Plymouth Adventure) de Clarence Brown
- 1953 : La Petite Constance (Confidentially Connie) d'Edward Buzzell (*)
- 1953 : Les Yeux de ma mie (Walking my Baby back Home) de Lloyd Bacon
- 1954 : Romance inachevée (The Glenn Miller Story) d'Anthony Mann
- 1959 : The Purple Gang de Frank McDonald

(*) : Films avec Gene Lockhart

## Théâtre
Pièces jouées à Broadway
- 1930 : The Little Father of the Wilderness d'Austin Strong et Lloyd Osbourne, avec Margalo Gillmore, Walter Hampden, Gene Lockhart
- 1931 : Le Train du monde (The Way of the World) de William Congreve, avec Fay Bainter, Ernest Cossart, Walter Hampden, Gene Lockhart, Selena Royle, Cora Witherspoon
- 1933 : La Case de l'oncle Tom (Uncle Tom's Cabin) de G.L. Aiken, d'après le roman éponyme d'Harriet Beecher Stowe, avec Fay Bainter, Thomas Chalmers, Russel Crouse, Pedro de Cordoba, Gene Lockhart, Elisabeth Risdon, Otis Skinner
- 1945 : Happily Ever After de Donald Kirkley et Howard Burnam, avec Gene Lockhart